# How We Do (The Game)
"How We Do" is de eerste single van The Documentary, het debuutalbum van Amerikaanse rapper The Game. De track was de internationale doorbraak voor de rapper, die net getekend had bij G-Unit Records. Het nummer werd geproduceerd door Dr. Dre en zijn co-producer Mike Elizondo. "How We Do" haalde de 4e positie in de Billboard Hot 100 en de 5e in de Engelse Single Chart. In Nederland piekte het op #4, in België op #13.

## Charts
| Chart                               | Hoogste positie |
| ----------------------------------- | --------------- |
| Australische ARIA Single Top 50     | 24              |
| Belgische Ultratop 50               | 13              |
| Duitse Single Top 100               | 9               |
| Engelse Single Top 75               | 5               |
| Franse Single Top 100               | 30              |
| Ierse Single Top 50                 | 8               |
| Nederlandse Top 40                  | 5               |
| Nieuw-Zeeland Single Top 40         | 4               |
| Noorse Single Top 20                | 19              |
| Oostenrijkse Single Top 75          | 18              |
| United World Chart                  | 10              |
| VS Billboard Hot 100                | 4               |
| VS Hot R&B/Hip-Hop Singles & Tracks | 2               |
| VS Hot Rap Tracks                   | 2               |
| Zwitserse Single Top 100            | 8               |